# Love Wars
Love Wars è il primo album in studio del gruppo musicale statunitense Womack & Womack, pubblicato nel 1984. Dall'album sono stati estratti due singoli: Love Wars e Baby I'm Scared of You che hanno avuto successo nel Regno Unito.

## Tracce
1. Love Wars – 5:58
2. Express Myself – 4:52
3. Baby I'm Scared of You – 5:38
4. T.K.O. – 4:14
5. A.P.B. – 5:31
6. Catch and Don't Look Back – 5:26
7. Woman – 4:17
8. Angel – 2:55
9. Good Times – 3:06